# Teen Titans : Les Jeunes Titans
Teen Titans Go! (série télévisée d'animation)
Teen Titans : Les Jeunes Titans (version originale : Teen Titans) est une série télévisée d'animation américaine créée par Sam Register et Glen Murakami, et chez Cartoon Network Studios pour une diffusion sur la chaîne de télévision Cartoon Network, initialement entre le 19 juillet 2003 et le 15 septembre 2006. Elle s'inspire principalement des séries de comics New Teen Titans de Bob Haney et Bruno Premiani, et est développée par David Slack, et produite par Warner Bros. Animation. Le 9 juin 2012, la production révèle la diffusion d’une série dérivée de Teen Titans, lequel, afin d’obtenir le succès et d’échapper à l’annulation pour défaut de rentabilité à l’opposé de la première, opte pour le genre comique et humoristique. Il s'agit de Teen Titans Go! diffusée le 23 avril 2013.  
Les cinq saisons sont commercialisées en DVD entre 2006 et 2008,,,. 

## Synopsis
Teen Titans : Les Jeunes Titans se centre sur cinq super-héros et protagonistes adolescents — Cyborg, Beast Boy, Starfire, Raven et leur leader Robin — unis afin de former un groupe destiné à lutter contre le crime. Ensemble, ils doivent lutter contre divers adversaires, tels que les Hives Fives Braun et notamment Deathstroke, un étrange criminel borgne masqué aux intentions floues.

## Production
Bien qu'elle inclue Bruce Timm, parmi ses producteurs, Teen Titans s'écarte du schéma habituel des séries de super-héros pour se tourner vers un style plus « cartoon », dont elle reprend les codes, et avec des personnages plus jeunes que dans le comic, comme l'ont d'ailleurs admis eux-mêmes les producteurs lorsqu'on leur a demandé dans une interview s'ils comptaient faire un crossover entre Teen Titans et La Ligue des justiciers (ce à quoi Bruce Timm a répondu qu'il y avait songé, mais finalement renoncé à cause de la différence trop grande entre les deux séries).

### Annulation
À la mi-novembre 2005, TitansTower.com rapporte les premières planifications d'une sixième saison sur Cartoon Network. Cependant, quelques jours après la mise en ligne du commentaire, la chaîne avait déjà annulé cette planification. Selon Wil Wheaton, l'acteur original qui doublait Aqualad, la série est annulée par la société Warner Bros. Les exécutifs décident de ne lancer aucune sixième saison. L'explication de Wheaton est contredite par l'éditeur de la série Rob Hoegee, expliquant que la décision venait de Cartoon Network, non de Warner Bros, et qu'il n'y avait initialement aucun projet de lancement pour une sixième saison. Après la dernière diffusion de la série aux États-Unis, Warner Bros. Animation annonce un long-métrage d'animation intitulé Teen Titans : Panique à Tokyo. Le film est diffusé en avant-première au San Diego Comic-Con, sur Cartoon Network le 15 septembre 2006, et sur The WB Television Network le 16 septembre 2006, puis commercialisé en DVD le 6 novembre 2007.
Aux alentours de 2012, Derrick Wyatt (animateur de la série) explique le prochain arc narratif de la série qui pourrait composer la sixième saison. Le 11 juin 2013, Derrick Wyatt explique l'arrivée d'une sixième saison uniquement si l'équipe de production se recomposait, mais elle était déjà en production pour une série d'animation inspirée du comics Teen Titans Go!.

### Renouvellement
La série est revisitée en un nouveau court-métrage d'animation en 2012 pour le bloc de programmations DC Nation sur Cartoon Network. Intitulé New Teen Titans, le court-métrage est diffusé aux États-Unis le 3 mars 2012. Par la suite, la série Teen Titans Go! est annoncée en tant que continuité à la série Teen Titans et aux courts-métrages d'animation New Teen Titans. La série est diffusée le 23 avril 2013.

## Épisodes
Aux États-Unis, Teen Titans, produite chez Cartoon Network Studios, est initialement diffusée sur la chaîne de télévision Cartoon Network, entre le 19 juillet 2003 et le 16 janvier 2006. En France, la série est diffusée à partir du 14 mars 2004 sur France 3, et rediffusée sur Cartoon Network[Quand ?] jusqu'en juillet 2015. En France, elle est rediffusée dans les années 2020 sur Boomerang.
Au Québec, elle était diffusée sur VRAK.TV et en Algérie sur Dzaïr TV et M6 dans le cadre de l'émission M6 Kid. Au Portugal, la série est diffusée sur Biggs. En France, Teen Titans est actuellement diffusée sur Toonami.

## Distribution

### Voix originales
- Scott Menville : Robin, Red X et Nightwing
- Tara Strong : Raven, Kitten et Kole
- Greg Cipes : Changelin et Adonis
- Khary Payton : Cyborg
- Hynden Walch : Starfire, Blackfire et Madame Rouge
- Ron Perlman : Deathstroke
- Lauren Tom : Gizmo et Jinx
- Kevin Michael Richardson : Mammouth, Trigon et See-More
- Glenn Shadix : Brain et Monsieur Mallah
- Ashley Johnson : Terra

### Voix françaises
- Mathias Kozlowski : Robin, Red X, Nightwing
- Karine Foviau : Raven
- Hervé Grull : Changelin
- Daniel Lobé : Cyborg
- Laëtitia Godès : Starfire
- Pierre Dourlens : Deathstroke
- Jackie Berger : Gizmo
- Laura Préjean : Terra
- Michel Vigné : Trigon & Killer Moth (voix 1), Trident, Atlas
- Pierre Laurent : Mumbo, Dr Light
- Sylvain Lemarie : Tonnerre, Overload , Cinderblock
- Bruno Dubernat : Brother Blood
- Christophe Lemoine : Captain Video
- Edwige Lemoine : Blackfire
- Arnaud Arbessier : Brain, Negative Man
- Michel Papineschi : Mad Mod
- Thierry Mercier : Mammouth
- Damien Ferrette : Melchior et Rorak
- Barbara Beretta : Jinx
- Taric Mehani : Billy Numerus
- Pascal Renwick : Soto, Killer Moth (voix 2)
- David Kruger : Johnny Perfide
- Alexandre Aubry : le Maître des Marionnettes
- Bruno Carna : Warp
- Donald Reignoux : Adonis
- Damien Boisseau : Aqualad
- Charles Pestel : Speedy,Fang
- Vanina Pradier : Bumblebee
- Éric Missoffe : Éclair
- Dorothée Pousséo : Kole
- Tristan Petitgirard : Hotspot
- Hervé Rey : Kid Flash
- Pascal Massix : Trigon
- Benoît Allemane : Narrateur (épisode 20)
- Serge Faliu : Monsieur Mallah, Mento
- Odile Schmitt : Madame Rouge, Pantha
- Laura Blanc : Sarasim, Arella
- Damien Witecka : Gus
- Arthur Pestel : Sammy
- Kelly Marot : Kitten
- Fily Keita : Melvin, Timmy et Teether (épisode 59)
- Yann Pichon : Saico-Tek

## Productions
En dehors de quelques allusions, les identités secrètes des héros ne sont jamais précisées : même pendant leur temps libre, ils conservent leurs costumes et s'appellent par leurs noms de héros. Dans un épisode, grâce à l'ancienne équipe de Changelin, on apprend que son vrai nom est Garfield. Quant à Starfire, le nom qu'elle porte est son nom tamaranien traduit dans notre langue. Cyborg se fait appeler Stone lorsqu'il infiltre l'école de Gizmo, Jinx et Mammoth, sans doute en référence à Victor Stone, son vrai nom dans les comics. Raven est la seule à ne pas avoir d'identité secrète.
L'identité de Robin, bien que n'étant pas explicitée durant la série, est révélée à travers différents épisodes, notamment par le fait que Robin soit devenu Nightwing dans le futur (saison 2, épisode 1 : C'est long l'éternité), ou plus clairement encore lorsqu'un double de Robin d'une autre dimension débarque dans celle des Jeunes Titans et dit s'appeler « Nosyarg Kcid », ce qui mis à l'envers donne « Dick Grayson » (saison 2, épisode 24 : Fractures). C'est également fortement sous-entendu dans L'Apprenti - partie 2 (saison 1, épisode 13), lorsque Deathstroke envisage de devenir une sorte de père pour Robin. Celui-ci répond alors : « J'ai déjà un père. » La scène se termine sur l'envolée de chauves-souris et quelques notes rappelant le thème de Batman (qui adopta Dick Grayson lors du meurtre des parents du jeune héros). À ce propos, sorte de trahison orchestrée par Deathstroke ou simple clin d'œil supplémentaire, l'apparition suivante de Robin dans ce même épisode se fait dans des locaux de Wayne Enterprises (on en voit l'enseigne au sommet du bâtiment), où Robin a pour mission de voler un appareil.

## DVD et Blu-ray
En France, seule la saison 1 est sortie sur le support DVD. Teen Titans, volume 1 : Diviser pour mieux régner (DVD) sort le 4 janvier 2006 édité par Warner Bros et distribué par Warner Home Vidéo France. Le ratio écran est en 1.33:1 plein écran 4:3. L'audio est en français, anglais et italien (2.0 Dolby Digital) avec présence de sous-titres français, anglais et italiens. Les épisodes 1-6 de la saison 1 sont présents. En suppléments une présentation de l'origine de la série : de la bande dessinée à la série d'animation. Le clip des Puffy AmiYumi. Il s'agit d'une édition Zone 2 Pal. Teen Titans, volume 2 : Dans la peau d'un autre (DVD) sort le 4 janvier 2006 édité par Warner Bros, et distribué par Warner Home Vidéo France. Le ratio écran est en 1.33:1 plein écran 4:3. L'audio est en français, anglais et italien (2.0 Dolby Digital) avec présence de sous-titres français, anglais et italiens. Les épisodes 7-13 de la saison 1 sont présents. En suppléments Toon Topia : 2 épisodes de The Hiro's, clip de Puffy AmiYumi, jeu avec le Trident, bandes annonces. Il s'agit d'une édition Zone 2 Pal.